# Margot Lefebvre
Pour les articles homonymes, voir Lefebvre.
Margot Lefebvre, née le 20 avril 1936 et morte le 19 décembre 1989, est une chanteuse et animatrice québécoise qui a obtenu beaucoup de succès au cours des années 1960. Elle a été élue Miss Radio-Télévision en 1965.

## Carrière
Après s'être fait connaître en participant à divers concours d'amateurs à la radio, Margot Lefebvre a été invitée à se produire à la télévision sur la chaîne CBC à Toronto, puis à la télé française de Radio-Canada à l'émission musicale Le Club des autographes, où elle a fait de l'animation avec Fernand Gignac. Elle a connu son premier grand succès sur disque en 1960 avec La Madone, une composition de Lucien Hétu finaliste au Concours de la chanson canadienne.
Les années 1960 ont confirmé son statut de vedette de la chanson, notamment avec la 1re position du single C'est la faute au bossa-nova, version française d'un succès d'Eydie Gormé. Elle a alors été choisie pour animer l'émission À la catalogne, diffusée de 1964 à 1967 à la station de télévision CFTM. Son titre de Miss Radio-Télévision reçu au Gala des artistes de 1965 lui a valu de partager avec Michel Louvain, la grande vedette masculine de l'heure au Québec, l'album Gala 65 avec Margot et Michel.
Les années 1970 marqueront le déclin de la carrière de Margot Lefebvre, alors que ses présences sur scène et à la télévision se feront rares. Sa dernière apparition en public s'est faite en 1988 lors du spectacle De jeunesse à aujourd'hui. L'année suivante, elle était emportée par la maladie à l'âge de 53 ans.

## Principaux succès
- Dieu seul (1958)
- La Madone (1960)
- C'est la faute au bossa-nova (1963)
- Ton autre amour (1963)
- Chacun garde dans son cœur (1965)
- Il n'y a que lui (1965)
- J'ai le cœur qui danse (1965)
- Mon cœur s'envole encore (1967)
- Ils ont changé ma chanson (1970)[1]